# Flensburger Kurzfilmtage
Flensburger Kurzfilmtage (dansk: Flensborg kortfilmdage) er en nordtysk kortfilmfestival som finder sted i Det tyske Hus i Flensborg. Festivalen bliver er blevet afholdt hvert år i november siden 2000 af foreningen Flensburger Kurzfilmtage e.V.
Der vises omkring 50 tysksprogede kortfilm i hovedkonkurrancen. I rammen af filmfestivalen er der også en konkurrence med animationsfilm under navnet Tricky og et særprogram med danske kortfilm (Sonderprogramm Dänemark).
I 2006 blev arrangementet hædret med en udmærkelse af de unge af byen Flensborg (Nachwuchsförderpreis der Stadt Flensburg).